# Belvedere Vodka
Belvedere Vodka là một nhãn hiệu vodka lúa mạch đen của Ba Lan do LVMH sản xuất và phân phối. Được đặt theo tên Belweder, dinh tổng thống Ba Lan ở Warszawa với hình minh họa có trên các chai rượu. Loại rượu này được sản xuất ở Żyrardów, Ba Lan.
Nhãn hiệu ra đời tại Hoa Kỳ năm 1996 như một loại rượu chưng cất "sang trọng" và được quảng cáo là loại vodka siêu cao cấp đầu tiên trên thế giới. Từ khi gia nhập thị trường Mỹ, Belvedere đã hợp tác với một số người nổi tiếng, trong đó có Chelsea Handler, Usher và John Legend. Năm 2015, nhãn hiệu này đã được lựa chọn là loại vodka chính thức của Spectre, phim về James Bond tập thứ 24,.

## Lịch sử
Nhà máy rượu sản xuất ra Belvedere được xây dựng vào năm 1910. Việc sản xuất bắt đầu năm 1993 tại cơ sở nằm ở Polmos Żyrardów, Ba Lan. Năm 2002, 40% của Millennium được tập đoàn của các mặt hàng cao cấp LVMH mua lại  và tháng 4 năm 2005, nguồn vốn cổ phần này đã lên đến 100%. Nhãn hiệu này đã được Chelsea Handler chấp nhận để tài trợ cho chuyến lưu diễn hài kịch Chelsea Chelsea Bang Bang của cô dựa trên cuốn sách cùng tên mà cô xuất bản năm 2010.
Năm 2011, Belvedere Vodka bắt đầu hợp tác cùng Product Red với sự có mặt của ca sĩ R&B Usher để phát hành một phiên bản giới hạn, chai có nhãn hiệu đặc biệt và dành 50% lợi nhuận cho Quỹ toàn cầu chống lại HIV/AIDS, sốt rét và lao. Là một phần của hợp tác liên tục giữa Belvedere với Product Red, John Legend đã tham gia vào chiến dịch năm 2016 của nhãn hiệu này khi giới thiệu phiên bản giới hạn của các chai rượu do Esther Mahlangu thiết kế nhằm mục đích quyên góp cho Quỹ toàn cầu.
Năm 2015, Belvedere Vodka đã được lựa chọn là nhãn hiệu vodka chính thức của bộ phim thứ 24 về James Bond: Spectre.
Tháng 7 năm 2017 là năm thứ ba liên tiếp mà Belvedere được vinh danh là Nhà sản xuất Vodka của năm ở International Spirits Challenge (tạm dịch: Cuộc thi Rượu mạnh Quốc tế). Tháng 9 năm 2017, Belvedere thông báo sẽ ngừng sản xuất phiên bản vodka 'Unfiltered' của mình và cho ra đời loạt sản phẩm Single Estate Rye. Năm 2018, Belvedere hợp tác với ca sĩ - nhạc sĩ và diễn viên Janelle Monáe để sản xuất sản phẩm cho một loạt bộ phim ngắn.

## Quy trình sản xuất

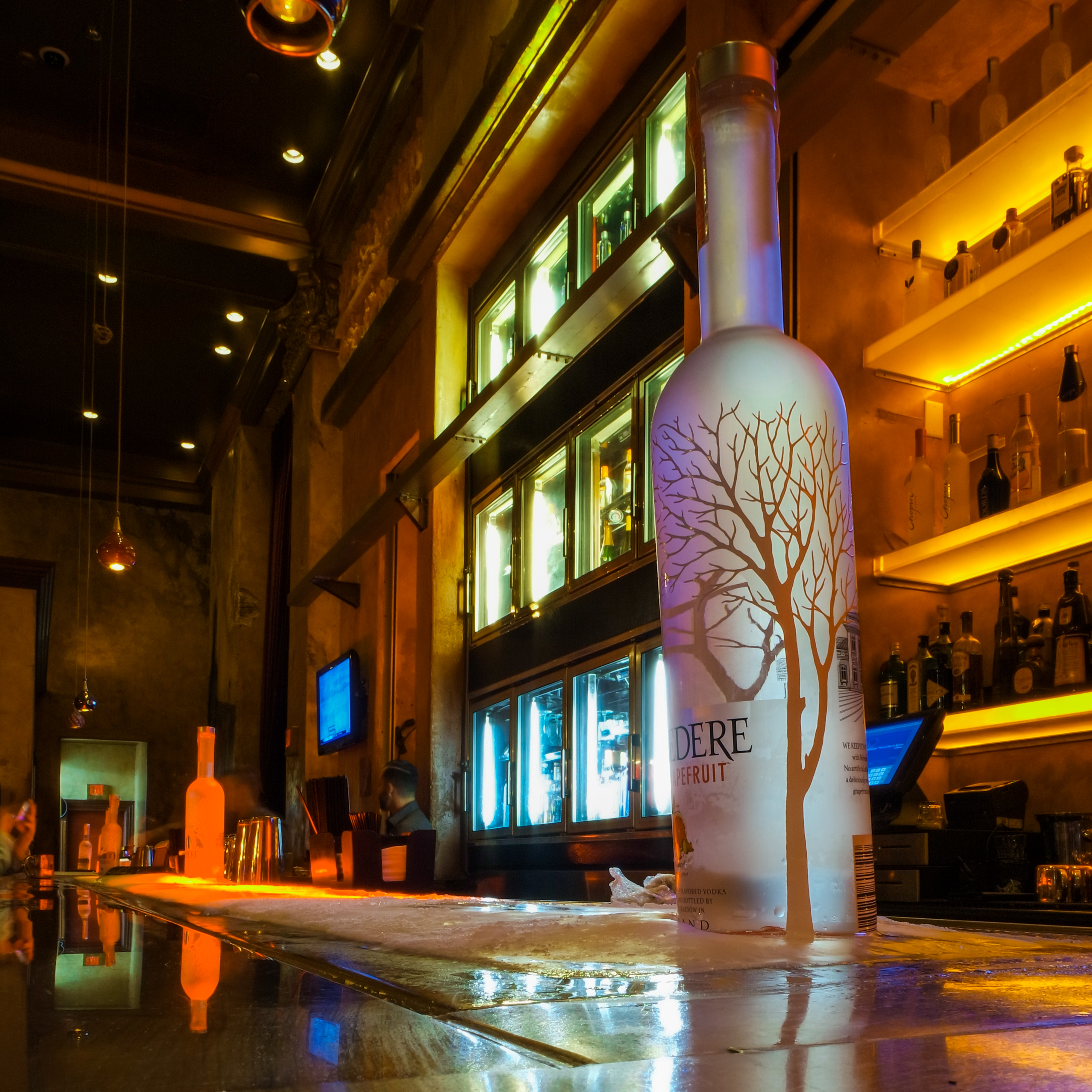
Một chai Belvedere tại một quầy bar ở Mandalay Bay, Las Vegas

Để Belvedere Vodka được dãn nhãn là một Polska Wódka (Vodka Ba Lan) siêu cao cấp, rượu vodka được sản xuất phải sử dụng các loại ngũ cốc hoặc khoai tây và nguồn nước riêng của Ba Lan. Việc gắn nhãn hiệu chính thức của Vodka Ba Lan cũng yêu cầu rằng các loại vodka không được thêm phụ gia nhân tạo. Do vậy, Belvedere Vodka sử dụng các loại lúa mạch đen Dankowskie được thu hoạch tại một trong bảy trang trại gần đó cho loại vodka "sang trọng" của mình. Để sản xuất vodka, lúa mạch đen được thu hoạch và đun trong lửa nhỏ để tạo thành một dịch ngâm sau đó được lên men và chưng cất tại một nhà máy chưng cất nông nghiệp trước khi chưng cất thêm ba lần nữa tại nhà máy rượu của Belvedere.

### Các hương vị
Belvedere cũng sản xuất các loại vodka có hương vị bằng cách sử dụng quy trình ngâm. Các nhãn hiệu có hương vị khác nhau được sản xuất bằng cách kết hợp rượu mạnh nguyên chất với một loại trái cây ngâm, sau đó được chưng cất ở nhiệt độ thấp để tạo nên chất ngâm cô đặc. Hỗn hợp cô đặc được trộn với nước giếng phun của nhà máy để đóng chai. Các loại vodka hương vị này không được lọc than mà lọc bằng bộ lọc hạt cellulose trước khi đóng chai. Việc này được thực hiện với mục đích đảm bảo giữ lại các tinh dầu mang hương trái cây và giữ lại cảm giác ở miệng khi uống. Dòng sản phẩm Belvedere ngâm gồm có Mango Passion, Lemon Tea, Bloody Mary, Pink Grapefruit, Black Raspberry, Orange, Citrus và Ginger Zest.

## Chỉ trích
Ngày 23 tháng 3 năm 2012, trên các trang Twitter và Facebook của Belvedere Vodka đăng hình ảnh có thương hiệu đã bị tấn công vì dường như tội hiếp dâm đã được làm sáng tỏ. Hình ảnh là cảnh một người đàn ông khôi hài khống chế một người phụ nữ có vẻ như đang cố gắng chạy trốn, và kèm theo khẩu hiệu "Unlike Some People, Belvedere Always Goes Down Smoothly." (tạm dịch: Không giống như một số người, Belvedere luôn đi xuống một cách êm đẹp)  Hình ảnh được đăng trên các trang mạng xã hội vỏn vẹn 45 phút trước khi bị gỡ xuống. Chủ tịch của Belvedere, Charles Gibb, đã đưa ra lời xin lỗi chính thức về sự cố này. Quảng cáo này sử dụng một hình ảnh tĩnh từ một video không liên quan do Alicyn Packard thủ vai chính. Packard chưa cho phép việc này và đã đệ đơn kiện LVMH vi phạm các quyền quảng bá trên báo chí của cô ấy với tư cách là một diễn viên. Các bên đã thanh toán một khoản tiền không được tiết lộ sau khi hòa giải và việc tố tụng đã bị bác ngày 21 tháng 6 năm 2012.
Trong một bài phân tích được Đài RTS Thụy Sĩ ủy quyền vào tháng 5 năm 2014, nhóm các phòng thí nghiệm Eurofins Scientific tiết lộ rằng chỉ có đường mía hoặc ngô trong rượu trong khi nhãn mác của Belvedere lại ghi là rượu lúa mạch đen.